# روزالیند هریس
روزالیند هریس (به انگلیسی: Rosalind Harris) (زاده ۱۹ مارس ۱۹۵۳) بازیگر آمریکایی است.
از فیلم‌هایی که وی در آن نقش داشته است می‌توان به انجمن پنبه اشاره کرد.